# Меннерс, Чарльз, 4-й герцог Ратленд
Чарльз Меннерс, 4-й герцог Ратленд, KG, PC (англ. Charles Manners, 4th Duke of Rutland; 15 марта 1754 — 24 октября 1787) — британский политик и аристократ. С 1760 по 1770 год он носил титул лорда Руса (Lord Roos), а с 1770 по 1779 год маркиза Грэнби.

## Ранние годы и семья
Родился 15 марта 1754 года. Старший сын Джона Меннерса, маркиза Грэнби (1721—1770), и леди Фрэнсис Сеймур (1728—1761).
Джон Меннерс получил образование в Итоне и Тринити-колледже в Кембридже, получив диплом магистра в 1774 году. В том же году он был избран одним из двух членов парламента от Кембриджского университета. Он лоббировал интересы своей семьи и собирал предметы искусства для украшения замка Бивер-Касл. Он дал обещание выкупить весьма существенные долги своего отца, но в этом ему помешала страсть к азартным играм.

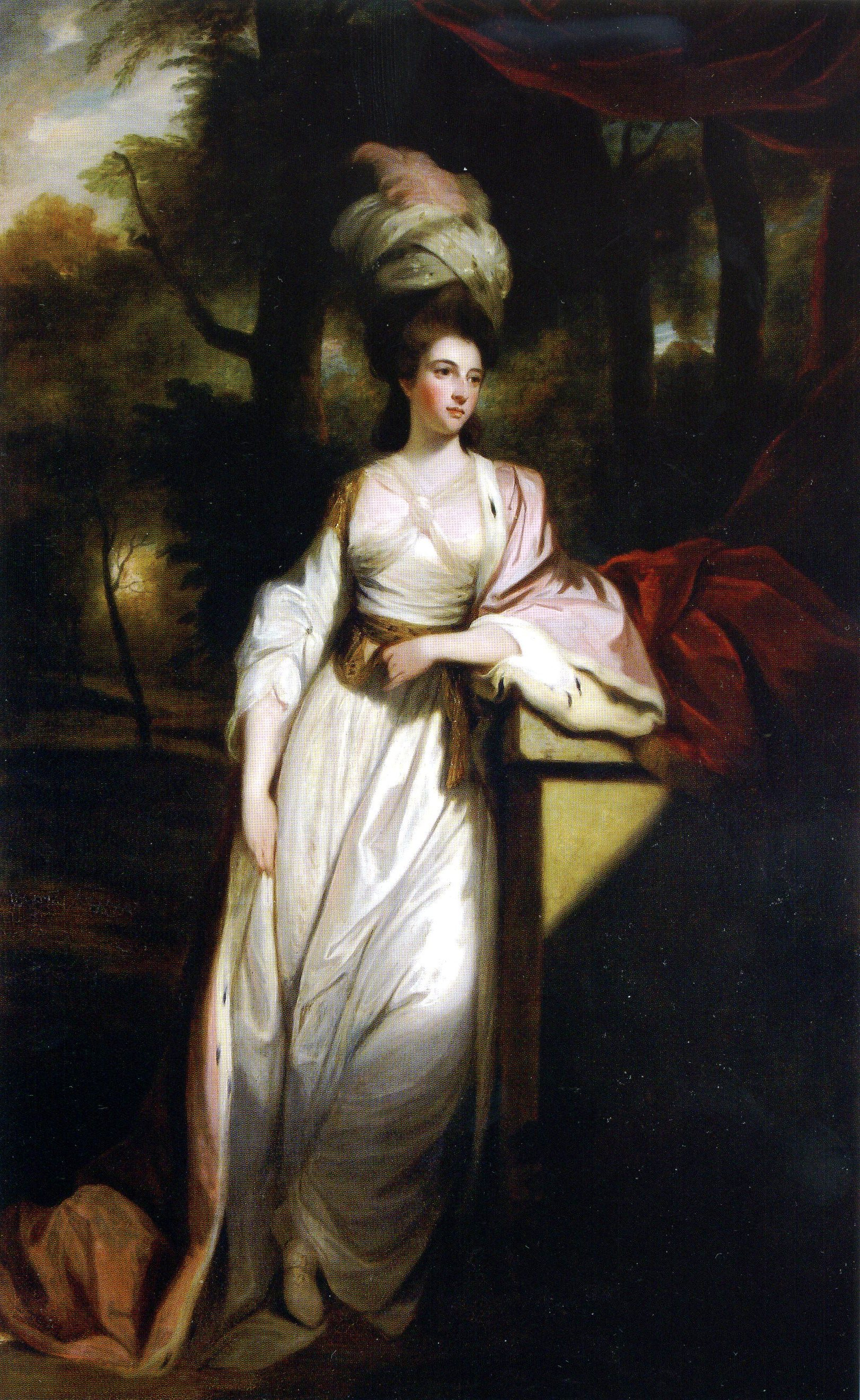
Мэри Изабелла, герцогиня Ратлендская

26 декабря 1775 года он женился на леди Мэри Изабелле Сомерсет (1 августа 1756 — 2 сентября 1831), дочери Чарльза Сомерсета, 4-го герцога Бофорта и Элизабет Беркли. Мэри Изабелла Сомерсет была знаменитой красавицей, известной своей элегантностью и хорошим вкусом. Она была весьма известной светской дамой, и сэр Джошуа Рейнольдс написал четыре её портрета. Чарльз и Мэри имели шестерых детей:
- леди Элизабет Изабелла Меннерс (? — 5 октября 1853), вышла замуж 21 августа 1798 года за Ричарда Нормана (1758—1847), который был племянником адмирала Джона Монтегю[англ.] и свёкром дочери (леди Аделиза Элизабет Гертруда Меннерс, умерла в 1877 году) Джона Генри Меннерса (см. ниже);
- Джон Генри Маннерс, 5-й герцог Ратленд (4 января 1778 — 20 января 1857), старший сын и наследник титула
- леди Кэтрин Мэри Меннерс (29 апреля 1779 — 1 мая 1829), вышла замуж 16 июня 1800 года за Сесила Уэлд-Форестера, 1-го барона Форестера[англ.] (1767—1828)
- генерал лорд Чарльз Генри Сомерсет Меннерс[англ.] (24 октября 1780 — 25 мая 1855), холост и бездетен
- генерал-майор лорд Роберт Уильям Меннерс[англ.] (14 декабря 1781 — 15 ноября 1835), холост и бездетен
- лорд Уильям Роберт Альбанак Меннерс (1 мая 1783 — 22 апреля 1793).

Ходили слухи, что он был любовником оперной певицы Элизабет Биллингтон.

## Парламент

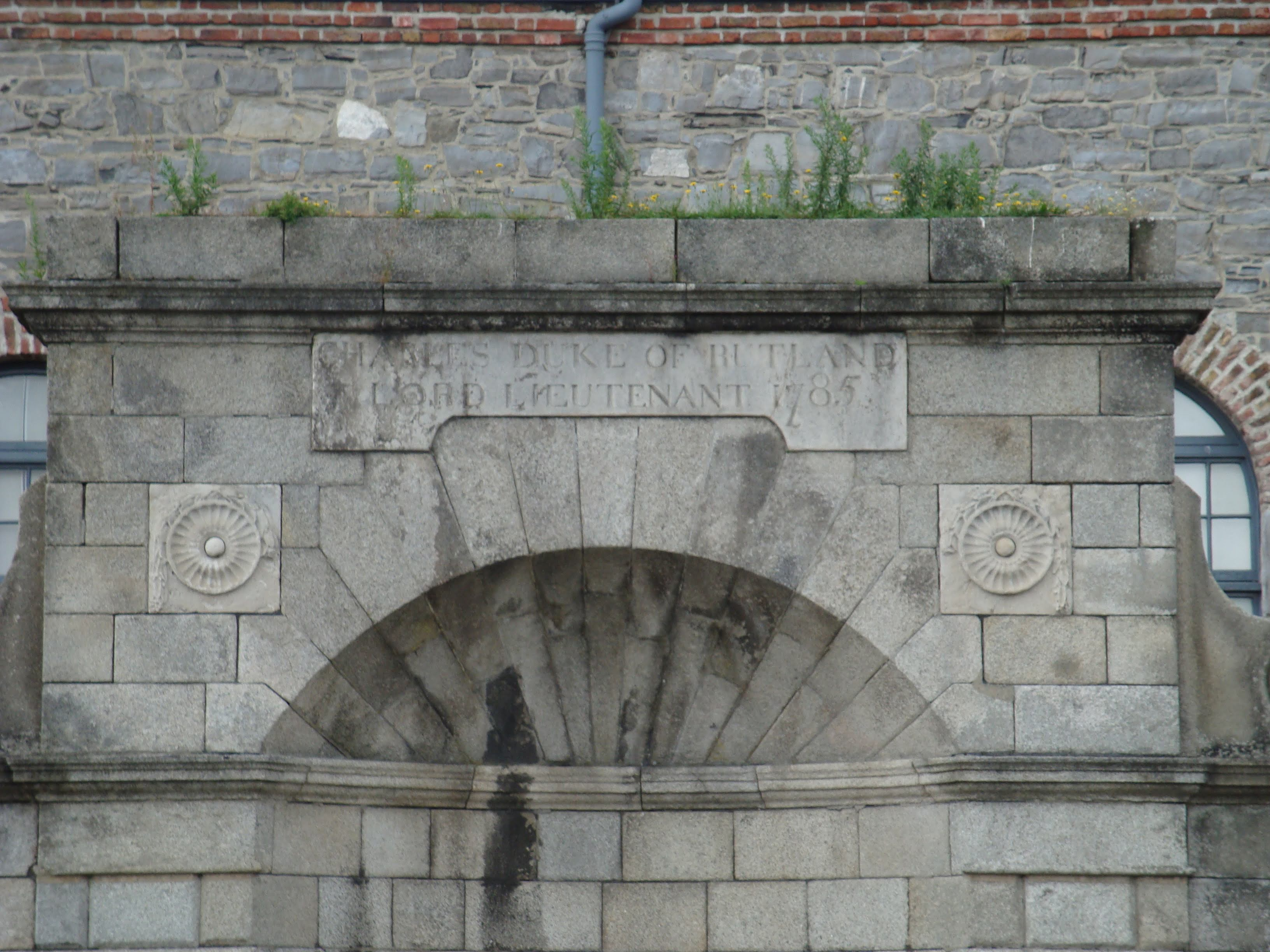
Посвящение Чарльзу Меннерсу, 4-му герцогу Ратленду, на казарме Коллинза в Дублине

Маркиз Грэнби вошёл в парламент в оппозиции к кабинету Норта и как союзник рокингемских вигов. Он действовал только как наблюдатель, пока не достиг совершеннолетия, и произнёс первую речь 5 апреля 1775 года, выступая за свободную торговлю с американскими колониями. Эта речь принесла ему благодарность от друга его отца графа Чатема, который был кумиром Грэнби, и положила начало дружбе с Уильямом Питтом младшим. Однако она сильно разочаровала королевский двор, особенно лорда Менсфилда, который планировал управлять молодым Грэнби. Во время американской революции он, вслед за Чатемом, призывал к примирению с Америкой, и был одним из тех, кто ставил под сомнение поведение адмирала Кеппеля в марте 1779 года. Но после того, как 29 мая 1779 года он унаследовал титул герцога Ратленда он, судя по всему, больше не выступал в парламенте. В 1780 году он обеспечил место для своего друга Питта от Эпплби, когда Питт не смог переизбраться от Кембриджского университета, и пообещал ему в будущем место от одного из боро, находящегося в сфере интересов Ратленда. Несмотря на свои собственные парламентские интересы, он поддерживал планы Питта о реформе, и они оставались друзьями всю жизнь.

## Политические назначения

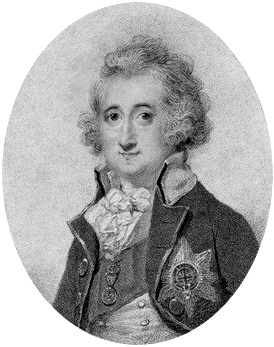
4-й герцог Ратленд

С вступлением французов в войну он стал полковником милиции Лестершира и 9 июля 1779 года был удостоен звания лорд-лейтенанта Лестершира лично Георгом III. 30 октября 1782 года он стал рыцарем Ордена Подвязки, был назначен лордом-стюардом королевского двора и 17 февраля 1783 года дал клятву Тайному совету. Таким образом Шелберн ввёл его в кабинет; однако это назначение встретило королевское неприятие и вызвало отставку Графтона и падение кабинета министров. Теперь Ратленд был союзником Питта, и после избрания того премьер-министром в декабре 1783 года стал лордом-хранителем Малой печати.
11 февраля 1784 года Ратленд был назначен лорд-лейтенантом Ирландии. Он с энтузиазмом относился к ирландской политике Питта и к объединению законодательной власти, который она влекла, но всё больше сомневался в её реализации. В 1785 году Питт и Ратленд успешно провели через ирландский парламент торговый план, первоначально встретив оппозицию со стороны Генри Граттана и Генри Флуда. Однако оппозиция фокситов (сторонников Чарльза Джеймса Фокса) в палате общин Великобритании внесла в закон столько поправок, что в своём новом виде он был отклонён в Ирландии. В то время как позже ирландская оппозиция примирилась с добросовестными действиями Питта в отношении торговли, этот эпизод деморализовал главного секретаря Ирландии Томаса Орда и ещё больше затруднил проведение реформы.
Ратленд был всё более и более популярен как наместник, отчасти из-за его общительного характера и обильных банкетов в Дублинском замке. Летом 1787 года он совершил длительное и тщательно спланированное путешествие по центральным районам и северной части Ирландии, но чрезмерное употребление кларета начало сказываться на его здоровье. Он умер от болезни печени 24 октября 1787 года в резиденции вице-короля Ирландии в Феникс-парке в Дублине.

## Титулатура
- 4-й герцог Ратленд (с 29 мая 1779)
- 4-й маркиз Грэнби, Ноттингемшир (с 29 мая 1779)
- 12-й граф Ратленд (с 29 мая 1779)
- 4-й лорд Меннерс из Хэддона (с 29 мая 1779).